# Jacques Collard (homme politique)
Pour les articles homonymes, voir Collard.
Jacques Collard est un homme politique français né le 20 février 1758 à Montigny-lès-Metz (Trois-Évêchés) et mort à une date inconnue.

## Biographie
Propriétaire à Villers-Hélon, il est député de l'Aisne de 1807 à 1811.

## Sources
- « Jacques Collard (homme politique) », dans Adolphe Robert et Gaston Cougny, Dictionnaire des parlementaires français, Edgar Bourloton, 1889-1891 [détail de l’édition]